# At the Gate of Sethu
| Críticas profissionais | Críticas profissionais |
| Avaliações da crítica  | Avaliações da crítica  |
| Fonte                  | Avaliação              |
| ---------------------- | ---------------------- |
| About.com              | 4 de 5 estrelas.       |
| Whiplash.net           | (9/10) link            |

At the Gate of Sethu é sétimo álbum de estúdio da banda de death metal Nile, lançado pela Nuclear Blast em 2012. A arte de capa foi desenhada por  Spiros "Seth Siro Anton" Antoniou do Septic Flesh.

## Faixas
| N.º | Título                                                             | Compositor(es)             | Duração |  |
| 1.  | "Enduring the Eternal Molestation of Flame"                        | Kollias/Sanders            | 04:29   |  |
| 2.  | "The Fiends Who Come to Steal the Magick of the Deceased"          | Kollias/Sanders            | 04:30   |  |
| 3.  | "The Inevitable Degradation of Flesh"                              | Kollias/Sanders/Toler-Wade | 05:30   |  |
| 4.  | "When My Wrath Is Done"                                            | Kollias/Sanders            | 03:11   |  |
| 5.  | "Slaves of Xul"                                                    | Sanders                    | 01:24   |  |
| 6.  | "The Gods Who Light Up the Sky at the Gate of Sethu"               | Kollias/Sanders            | 05:43   |  |
| 7.  | "Natural Liberation of Fear Through the Ritual Deception of Death" | Kollias/Sanders/Toler-Wade | 03:30   |  |
| 8.  | "Ethno-Musicological Cannibalisms"                                 | Sanders                    | 01:40   |  |
| 9.  | "Tribunal of the Dead"                                             | Kollias/Sanders            | 05:54   |  |
| 10. | "Supreme Humanism of Megalomania"                                  | Kollias/Sanders/Toler-Wade | 04:49   |  |
| 11. | "The Chaining of the Iniquitous"                                   | Sanders                    | 07:05   |  |

| Faixas bônus |                                                            |         |  |
| N.º          | Título                                                     | Duração |  |
| 12.          | "Enduring the Eternal Molestation of Flame" (Instrumental) |         |  |
| 13.          | "The Inevitable Degradation of Flesh" (Instrumental)       |         |  |

## Créditos
Nile
- Karl Sanders   – 	guitarra, baixo, teclado, vocal, glissentar, baglama saz
- Dallas Toler-Wade   – guitarra, baixo, vocal
- George Kollias   –  bateria, percussão

Participações
- Mike Breazeale, Jon Vesano, Jason Hagan – vocais

Produção
- Neil Kernon  – produtor, engenheiro, mixador
- Patrick Collard  – fotografia
- Bob Moore  – engenheiro  adicional
- Seth Siro Anton –  capas, fotografia

## Desempenho nas paradas
| Parada musical (2012)                      | Posição |
| ------------------------------------------ | ------- |
| Alemanha (Offizielle Deutsche Charts)      | 27      |
| França (SNEP)                              | 182     |
| Suíça (Schweizer Hitparade)                | 61      |
| Finlândia (Suomen virallinen lista)        | 37      |
| Áustria (Ö3 Austria Top 40)                | 61      |
| Bélgica (Ultratop Valônia)                 | 156     |
| Suécia (Sverigetopplistan)                 | 41      |
| Estados Unidos (Billboard Top Heatseekers) | 2       |
| Estados Unidos (Billboard 200)             | 131     |
| Estados Unidos (Top Rock Albums)           | 44      |
| Estados Unidos (Top Hard Rock Albums)      | 10      |